# Kaisersbach
Kaisersbach település Németországban, azon belül Baden-Württembergben. Lakosainak száma 2359 fő (2023. december 31.).

## Népesség
A település népessége az elmúlt években az alábbi módon változott:
| Lakosok száma | 1804 | 1892 | 1949 | 2028 | 2142 | 2492 | 2712 | 2715 | 2500 | 2359 |
|               | 1961 | 1967 | 1974 | 1980 | 1987 | 1993 | 2000 | 2006 | 2013 | 2023 |